# 御影塚町
御影塚町（みかげつかまち）は、兵庫県神戸市東灘区の町名の一つで、旧御影町域（御影地区）の旧・東明村・石屋村域のうち石屋川以西にあたる。1丁目から4丁目までが存在し、国道43号と兵庫県道95号灘三田線により区切られた東南が1丁目、東北が2丁目、西南が3丁目、西北が4丁目。平成17年国勢調査（2005年10月1日現在）における世帯数は1,168、人口2,367で内男性1,220人・女性1,147人。郵便番号：658-0044。

## 地理
昭和43年（1968年）6月1日に南から御影町東明字那古浦を1･3丁目、字乙女塚を2･4丁目として、住居表示を実施して誕生した。東は石屋川を挟んで御影石町と、南は海を挟んで灘区の灘浜東町と、西は灘区の旧・八幡村域である浜田町と、北は高羽川より西が同じく旧・八幡村域である友田町と、東が旧・徳井村域の記田町と、それぞれ隣接する。

### 地価
住宅地の地価は、2014年（平成26年）1月1日の公示地価によれば、御影塚町2-4-4の地点で19万9000円/m2となっている。

## 由来
町名は域内にある前方後方墳処女塚古墳に因む。町村制で御影町に組み込まれる以前は東明（とうみょう）村と呼ばれており、交差点、郵便局、神社、公園などに名前を残す。なぜ東明というのかについては諸説あり、中世に徳井村を中心とする徳井荘に属しており、徳井から見て遠くに見えるため「遠目の浜」が転訛したという説、氏神八幡神社の灯明田に因むという説、処女（オトメ）が訛ったという説の他、神功皇后伝説に因んで、大臣武内宿禰が魚崎で船を建造した際にここから遠目で見ながら指図したため遠目と言うようになってそれが東明になったとか、征韓の帰りにここまで来たときに夜明けで東の空が明るくなってきたからともいう。

## 経済
企業
- 高嶋酒類食品
- 安福又四郎商店

## 施設
- 阪神電鉄 石屋川駅
- 処女塚古墳
- 東明八幡神社
- 神戸酒心館
- 照明寺
- 正蓮寺

## 町名の変遷
| 昭和25年4月1日           | 昭和37年9月30日    | 昭和43年6月1日     |
| ------------------------ | ------------------ | ------------------ |
| 御影町石屋字川西         | 御影町東明字那古浦 | 御影塚町一・三丁目 |
| 御影町東明字二番（南半） | 御影町東明字那古浦 | 御影塚町一・三丁目 |
| 御影町東明字三番（南半） | 御影町東明字那古浦 | 御影塚町一・三丁目 |
| 御影町東明字六番         | 御影町東明字那古浦 | 御影塚町一・三丁目 |
| 御影町東明字七番         | 御影町東明字那古浦 | 御影塚町一・三丁目 |
| 御影等東明字八番         | 御影町東明字那古浦 | 御影塚町一・三丁目 |
| 御影町石屋字貝尻         | 御影町東明字乙女塚 | 御影塚町二・四丁目 |
| 御影町東明字二番（北半） | 御影町東明字乙女塚 | 御影塚町二・四丁目 |
| 御影町東明字三番（北半） | 御影町東明字乙女塚 | 御影塚町二・四丁目 |
| 御影町東明字四番         | 御影町東明字乙女塚 | 御影塚町二・四丁目 |
| 御影町東明字五番         | 御影町東明字乙女塚 | 御影塚町二・四丁目 |

## 出身・ゆかりのある人物
- 二代高嶋平介（高嶋平介商店社長、味醂焼酎醸造並奈良漬製造業）
- 三代高嶋平介（兵庫漬物社長）